# Lenka Nora Návorková
Lenka Nora Návorková (* 9. února 1991) je česká profesionální tanečnice a trenérka tance.

## Život
Vystudovala Metropolitní univerzitu v Praze (Mgr.). Návorková je čtyřnásobnou mistryní České republiky v latinskoamerických tancích v kategorii mládež, do finále se dostala i v kategorii dospělých. Návorková vyučovala tanec na Taneční škole Vavruška v Praze v roce 2021.
Návorková je také tanečnicí a herečkou mj. v divadlech Hybernia, Broadway, Kalich.
V roce 2018 vyhrála s Jiřím Dvořákem devátou řadu soutěže StarDance …když hvězdy tančí a stala se Královnou tanečního parketu. Vystupovala také v jedenácté řadě v roce 2021, kde tvořila pár s Miraiem Navrátilem. Ve stejné soutěži Návorková tancovala s Markem Adamczykem v roce 2023. Návorková tancovala s paralympijským vítězem a cyklistou Jiřím Ježkem ve třinácté soutěžní řadě o rok později.